# Cabrillanes
Cabrillanes  est une commune d'Espagne dans la province de León, communauté autonome de Castille-et-León. Elle s'étend sur 169,16 km2 et comptait environ 936 habitants en 2011.